# Alexandru Cuedan
Alexandru Cuedan (Arad, 26 settembre 1910 – Arad, 9 maggio 1976) è stato un calciatore rumeno, di ruolo difensore.

## Palmarès
- Coppa di Romania: 4

Rapid Bucarest: 1934-1935, 1936-1937, 1937-1938, 1938-1939